# 查爾斯·托馬斯·牛頓
查爾斯·托馬斯·牛頓爵士，KCB（1816年9月16日—1894年11月28日）是一名英國的考古學家。他在1816年9月16日出生於赫里福德郡，受教於什魯斯伯里學校和牛津大學。他于1887年获得巴斯勋章。
他在1840年時以助理教授的身分進入大英博物館古物處，古物、古典和東方的文明等等統統被包括在一個部門，而且沒有專精的考古學家在這部門的人員之中。在1852年的時候他離開了博物館並成為米蒂利尼的副領事，以小亞細亞海岸和周圍的島嶼為探索對象，利用斯特拉特福德紅崖主提供的資金（斯特拉特福德紅崖主為當時的英國駐君士坦丁堡大使）。
在1852及1855年有了重大的發現，發現了銘文島上的卡利姆諾斯以及外海卡里亞。在1856跟1857年更實現了他一生的考古歷程，發現了莫索洛斯陵墓的遺跡，為古代世界七大奇蹟之一。莫多克史密斯大大的協助了他，事後並在波斯電報慶祝。在1862～1863年間發現了莫索洛斯，並記錄了在自己的遊記之中。在1855年他取消在牛津大學教授之職。在1860年他在羅馬擔任英國領事，但是幾乎沒有什麼可以給他發揮的地方，直到一次機會的出現，他提出了整合大英博物館的古物部門，使得各地方的文明歷史可以整合在大英博物館，而希臘與羅馬的部分自然地落在牛頓的身上。他在小亞細亞一地的陵室裡發現的寶藏，由牛頓自己監導保存跟保育的方式，但最寶貴的布拉卡和的卡斯泰拉尼寶石和雕塑卻被政府當局以收購的方式取走，而且連他自己的收藏也被徵收。他創立了在希臘的促進協會的基礎，並在雅典創立英國學校，並利用這些得到埃及的勘查資金。在1880～1888年間他是倫敦大學的考古學教授，任期間的散文藝術與考古發表於1886年。